# Bryce DeWitt

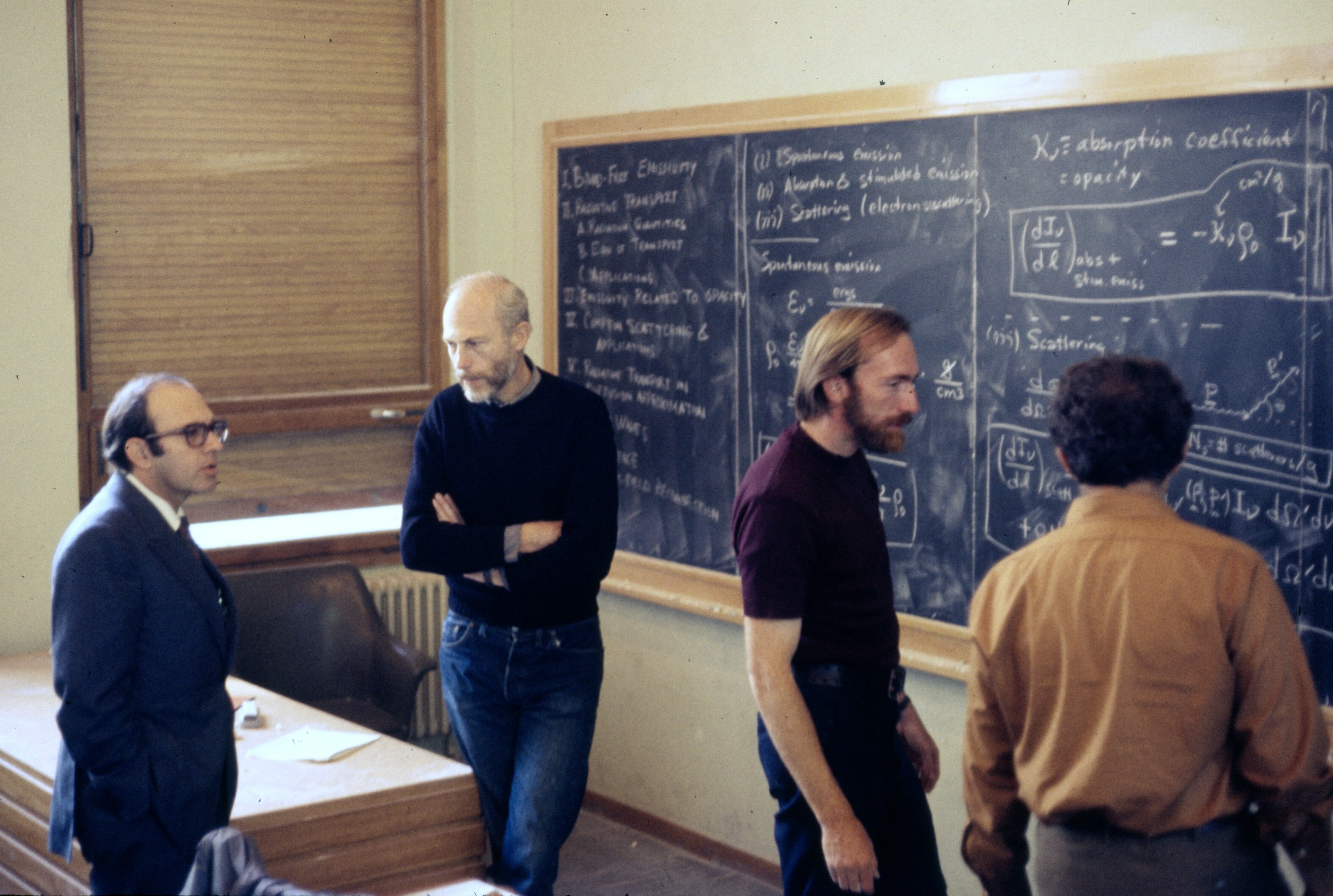
Diskussion an der École de Physique des Houches, 1972. Von links: Juval Ne’eman, Bryce DeWitt, Kip Thorne.

Bryce Seligman DeWitt (* 8. Januar 1923 in Dinuba in Kalifornien; † 23. September 2004 in Austin) war ein US-amerikanischer theoretischer Physiker.

## Leben
DeWitt studierte an der Harvard University, wo er 1943 seinen Bachelorabschluss machte, 1947 den Mastergrad erwarb (nach einer Studienunterbrechung als Marineflieger im Zweiten Weltkrieg) und 1950 bei Julian Schwinger promoviert wurde. Er arbeitete 1949/1950 (sowie 1954, 1964, 1966) am Institute for Advanced Study, war 1950 bei Wolfgang Pauli an der ETH Zürich und danach als Fulbright-Stipendiat am Tata Institute of Fundamental Research. 1952 war er wieder in den USA und ging an das Lawrence Livermore National Laboratory, wo er hydrodynamische Berechnungen in der Kernwaffenforschung ausführte. Später konnte er die dort gewonnene Expertise in der Astrophysik anwenden. Er war ab 1956 Professor an der University of North Carolina at Chapel Hill (am Institute for Field Physics) und ab 1972 Professor an der University of Texas in Austin (Texas), wo er 1972 bis 1986 Direktor des Center of Relativity war. 2000 wurde er emeritiert. 2004 starb er an Bauchspeicheldrüsenkrebs.
1975/76 war er Guggenheim Fellow. 1953 erhielt er den Preis der Gravity Research Foundation. 2002 erhielt er den Pomerantschuk-Preis. 2005 erhielt er den Einstein-Preis der American Physical Society. Er war Mitglied der National Academy of Sciences und der American Academy of Arts and Letters. 1987 erhielt er die Dirac-Medaille (ICTP).
DeWitt war seit 1951 mit der Physikerin Cécile DeWitt-Morette verheiratet, die ebenfalls über Gravitationstheorie und mathematische Physik forschte und Professorin in Austin war. Mit ihr hatte er vier Töchter. 1973 leitete er mit seiner Frau eine Expedition zur Wiederholung des klassischen Tests der allgemeinen Relativitätstheorie über Ablenkung des Lichts von Fixsternen am Rand der Sonne bei einer totalen Sonnenfinsternis in Mauretanien. Seine Frau war auch die Gründerin der Les Houches Sommerschulen in Frankreich, an denen auch DeWitt von Anfang an teilnahm. Mit seiner Frau erhielt er den Marcel Grossmann Award.

## Werk
DeWitt arbeitete über Quantengravitation, wo er schon in den 1950er (es war das Thema seiner Promotion) und 1960er Jahren ein Pionier der Methoden der Quantisierung der Gravitation und von den mit der Gravitation verwandten Yang-Mills-Theorien war. Ende der 1950er Jahre entwickelte er den Formalismus der Greenschen Funktionen für gekrümmte Raumzeiten. Anfang der 1960er Jahre erweiterte er die von Richard Feynman (Warschau Konferenz 1961) gefundenen Quantisierungsregeln für Gravitations- und Yang-Mills-Theorien auf höhere Ordnungen der Störungstheorie (Feynman hatte sie für die niedrigste Ordnung, 1-Schleifennäherung, formuliert). Später arbeitete er auch über Supersymmetrie (und Super-Mannigfaltigkeiten) und Supergravitation. DeWitt ist unter anderem für die Wheeler-DeWitt-Gleichung bekannt, eine Art Schrödingergleichung für die Wellenfunktion des Universums. In der allgemeinen Relativitätstheorie behandelte er das Problem frei fallender elektrischer Ladungen. Er gab der relative state formulation von Hugh Everett den Namen Viele-Welten-Interpretation und war ein eifriger Proponent dieser Interpretation der Quantenmechanik.

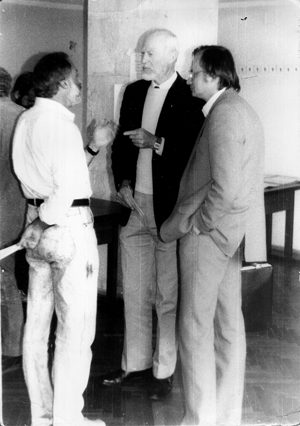
DeWitt (Mitte) mit Grigori Alexandrowitsch Wilkowyski (links), Barkovsky auf einem Seminar über Quantengravitation in Moskau 1990

## Schriften
- mit Robert W. Brehme: Radiation Damping in the Gravitational Field. In: Annals of Physics. Band 9, Nr. 1960, S. 220–259, doi:10.1016/0003-4916(60)90030-0.
- Quantization of Geometry. In: Louis Witten (Hrsg.): Gravitation. an introduction to current research. Wiley, New York NY u. a. 1962, S. 266–381.
- mit Cécile Morette DeWitt: Falling Charges. In: Physics. Band 1, Nr. 1, 1964, S. 3–20, doi:10.1103/PhysicsPhysiqueFizika.1.3, (Erratum in: Physics. Band 1, Nr. 2, 1964, doi:10.1103/PhysicsPhysiqueFizika.1.145).
- als Herausgeber mit Cécile DeWitt: Relativité, groupes et topologie. = Relativity, Groups and Topology. Lectures delivered at Les Houches during the 1963 Session of the Summer School of Theoretical Physics. Université de Grenoble, Ecole d'Été de Physique Théorique, Les Houches 1963. Gordon and Breach, New York NY u. a. 1964.
- Dynamical Theory of Groups and Fields. Gordon and Breach, New York NY u. a. 1965.
- Quantum Theory of Gravity. Teil 1–3. In: Physical Review. Band 160, Nr. 5, 1967, S. 1113–1148, doi:10.1103/PhysRev.160.1113; Band 162, Nr. 5, 1967, S. 1195–1239, doi:10.1103/PhysRev.162.1195; S. 1239–1256, doi:10.1103/PhysRev.162.1239.
- als Herausgeber mit Cecile DeWitt-Morette: Black Holes. = Les astres occlus. Les Houches, Août 1972, cours de l'Ecole d'Eté de Physique Theorique. Gordon and Breach, New York NY u. a. 1973, ISBN 0-677-15610-3.
- Quantum Field Theory in Curved Spacetime. In: Physics Reports. Band 19, Nr. 6, 1975, S. 295–357, doi:10.1016/0370-1573(75)90051-4.
- Quantum Gravity – The New Synthesis. In: Stephen W. Hawking, Werner Israel (Hrsg.): General Relativity. An Einstein Centenary Survey. Cambridge University Press, Cambridge u. a. 1979, ISBN 0-521-22285-0, S. 680–745.
- Supermanifolds. Cambridge University Press, Cambridge u. a. 1984, ISBN 0-521-25850-2.
- The Global Approach to Quantum Field Theory (= International Series of Monographs on Physics. 114). 2 Bände. Clarendon Press, Oxford u. a. 2003, ISBN 0-19-851093-4.
- Steven M. Christensen (Hrsg.): Bryce DeWitt’s Lectures on Gravitation (= Lecture Notes in Physics. 826). Springer, Berlin u. a. 2011, ISBN 978-3-540-36909-7.